# Amorphophallus titanum
A Amorphophallus titanum, conhecida pelos nomes comuns de jarro-titã e flor-cadáver, é a espécie que produz um gigantesco espádice que se considera a maior inflorescência do mundo. Quando desabrocha, a inflorescência chega a atingir três metros de altura e pode pesar até 75 quilogramas.

## Descrição
Na realidade, apesar de ser por vezes considerada a maior flor do mundo, produz uma inflorescência, pelo que a maior flor de facto é a Rafflesia arnoldii, nativa do mesmo continente. Os florescimentos são raros porque a planta é muito difícil de cultivar, incluindo em condições ideais.
Aquando da floração, exala um forte odor de carne podre que atrai insetos.
Começa sua vida como um pequeno tubérculo, então solta uma única coluna afilada que cresce furiosamente, até 16,6 centímetros por dia.
Essa planta tuberosa, cultivada em diversos jardins botânicos,é um endemismo das florestas tropicais do oeste de Sumatra, uma ilha da Indonésia, no Oceano Índico, onde é conhecida como "flor-cadáver". Este nome pode derivar do cheiro nauseabundo que exala.
Quem a descobriu foi o botânico italiano Odoardo Beccari, em 1878.
Seu nome científico Amorphophallus titanum significa, literalmente: falo gigante sem forma.
E pode viver até os seus 40 anos, mas só floresce duas ou três vezes.
A planta rara com cheiro de carne podre que atrai milhares de curiosos na Austrália

## Galeria

Imagens de Amorphophallus titanum
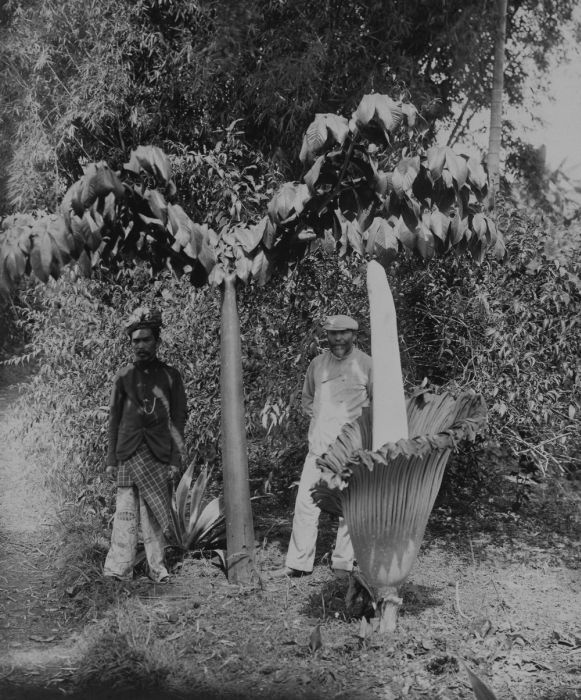
Duas flores-cadáver em Sumatra, Indonésia (cerca de 1900-1940); uma com folha à esquerda, e outra em flor.
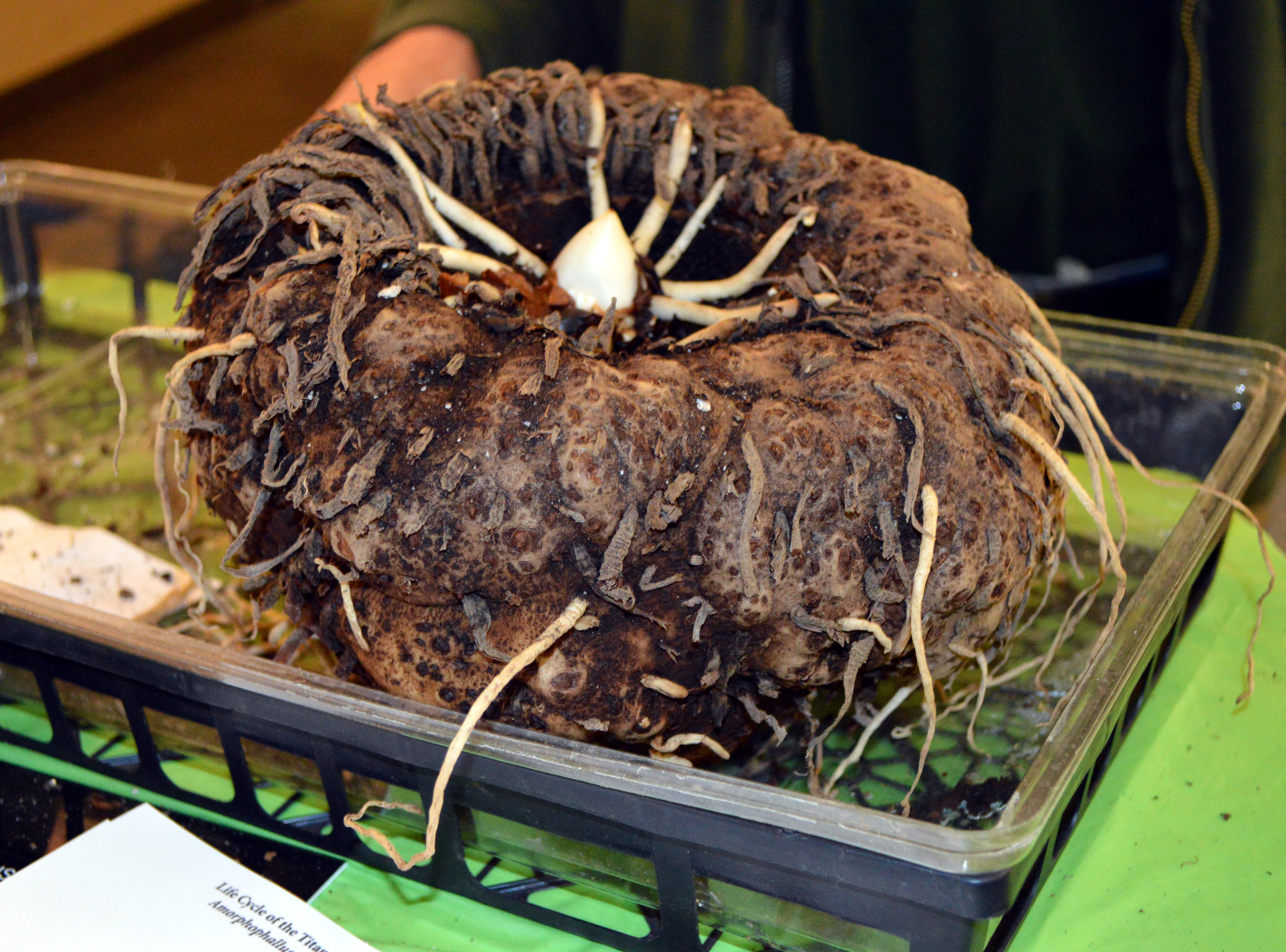
(Muttart Conservatory, Edmonton, Canadá)
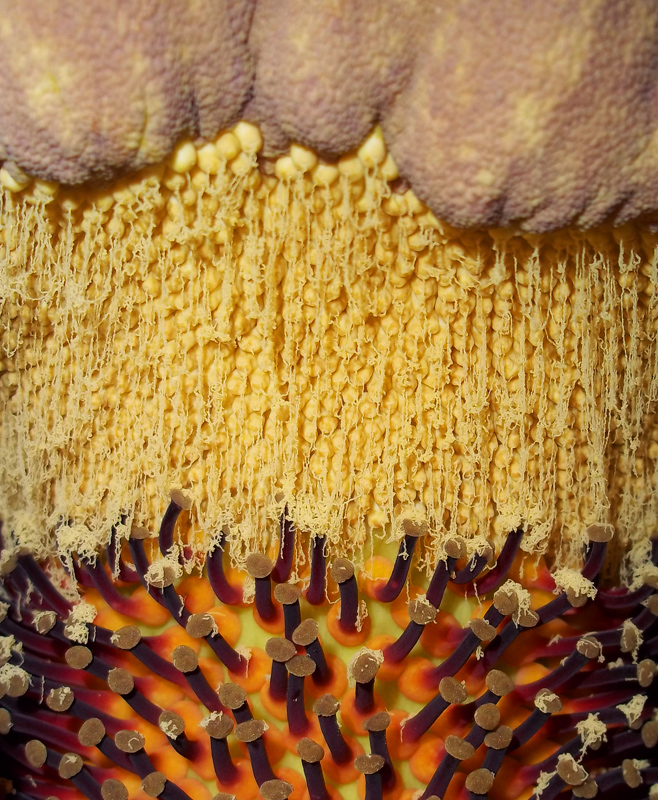
Área do pólen vista de dentro (UC Davis, Califórnia, EUA)
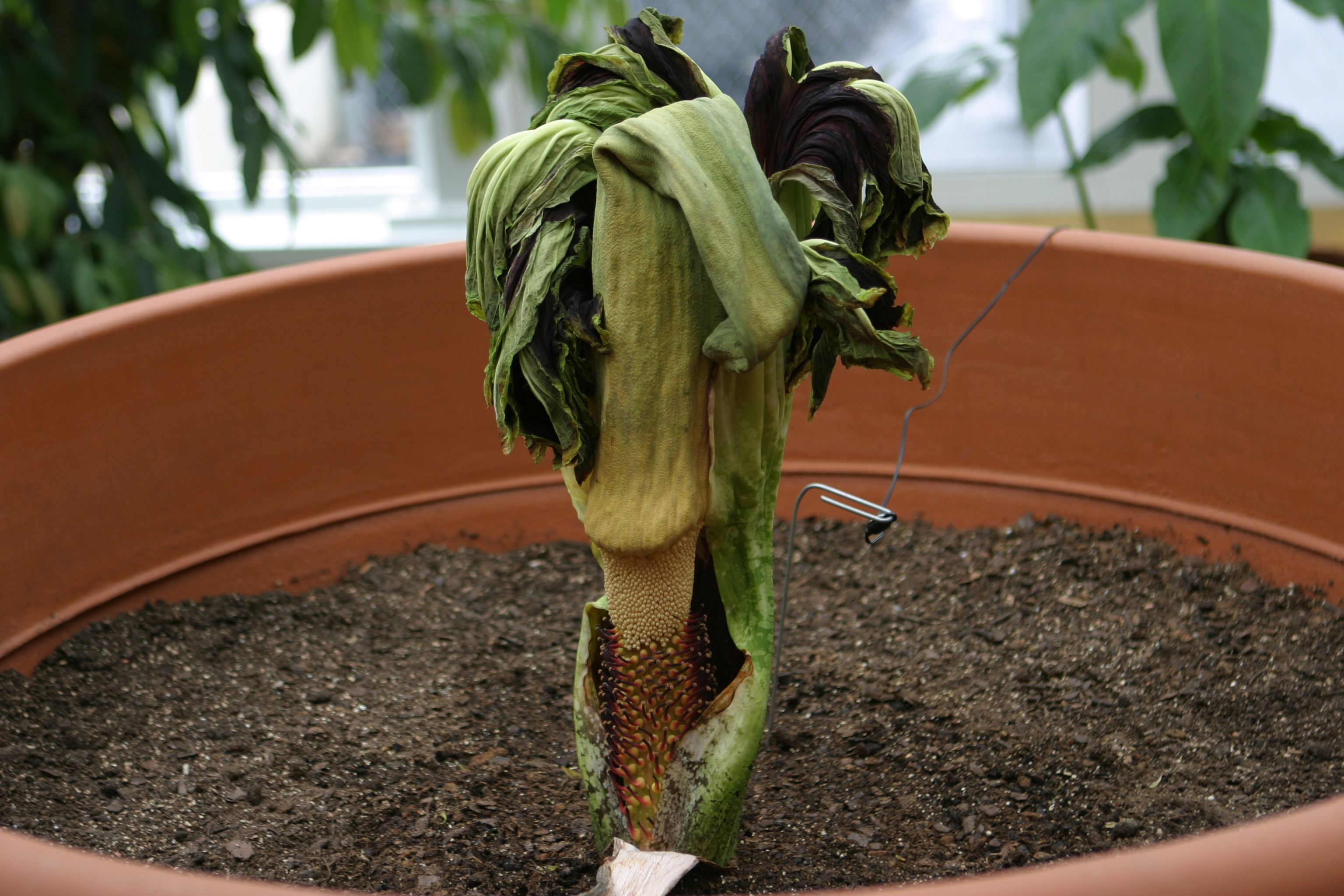
Após a florada.
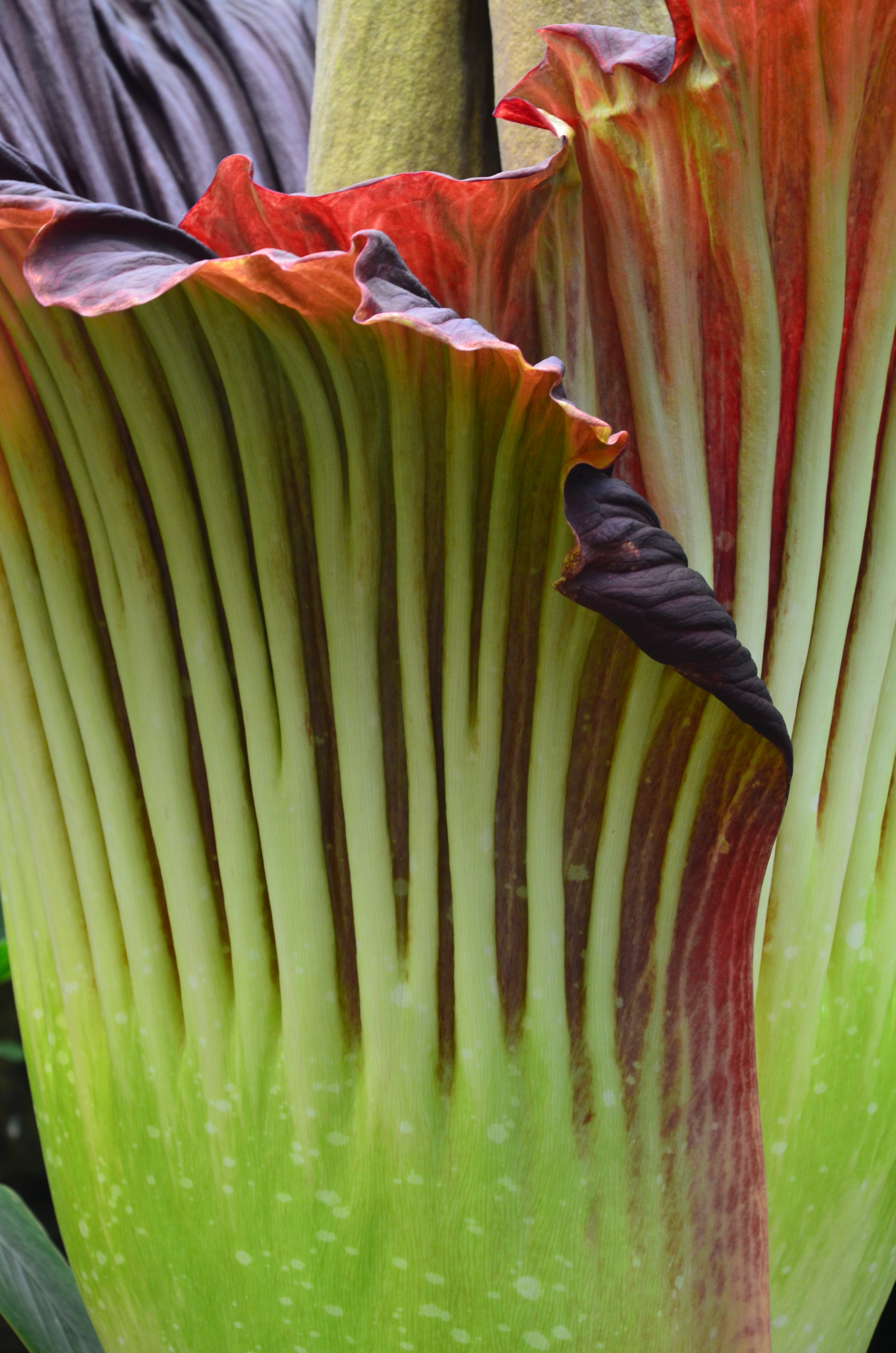
A. titanum de perto (Bayreuth University, Alemanha, 6 de junho de 2015)
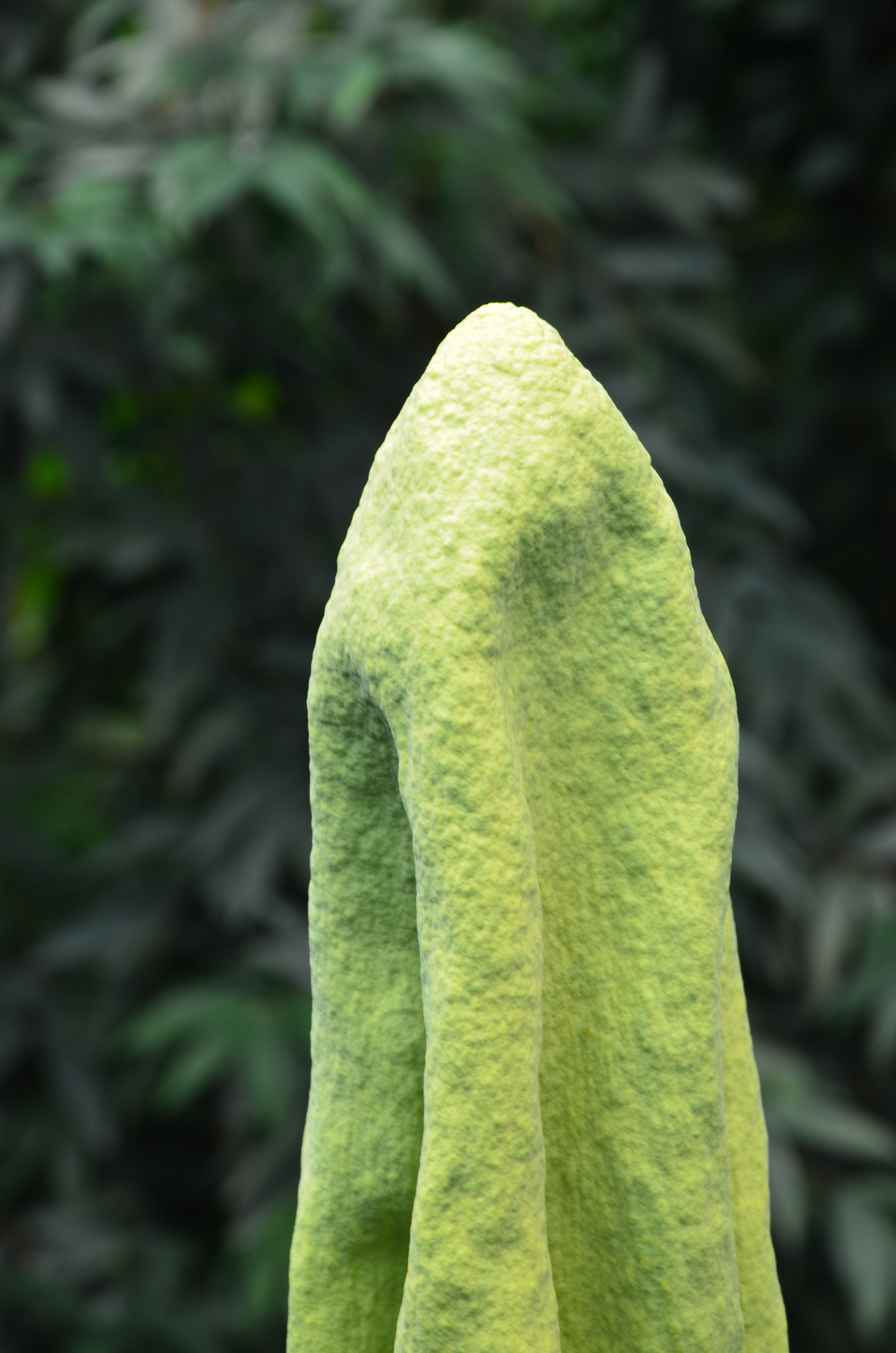
A. titanum de perto (Bayreuth University, Alemanha, 6 de junho de 2015)
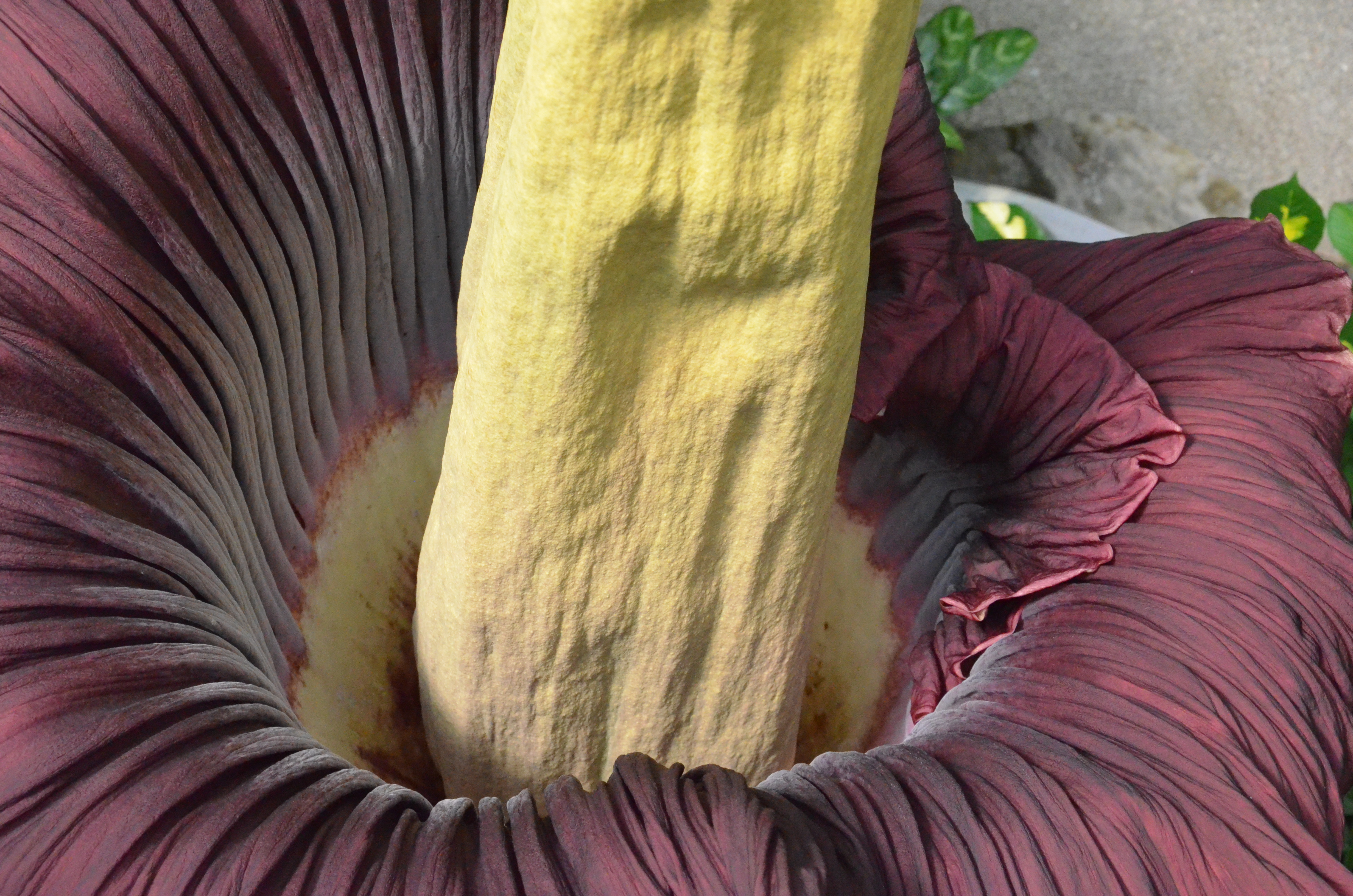
A. titanum de perto (Bayreuth University, Alemanha, 7 de junho de 2015)
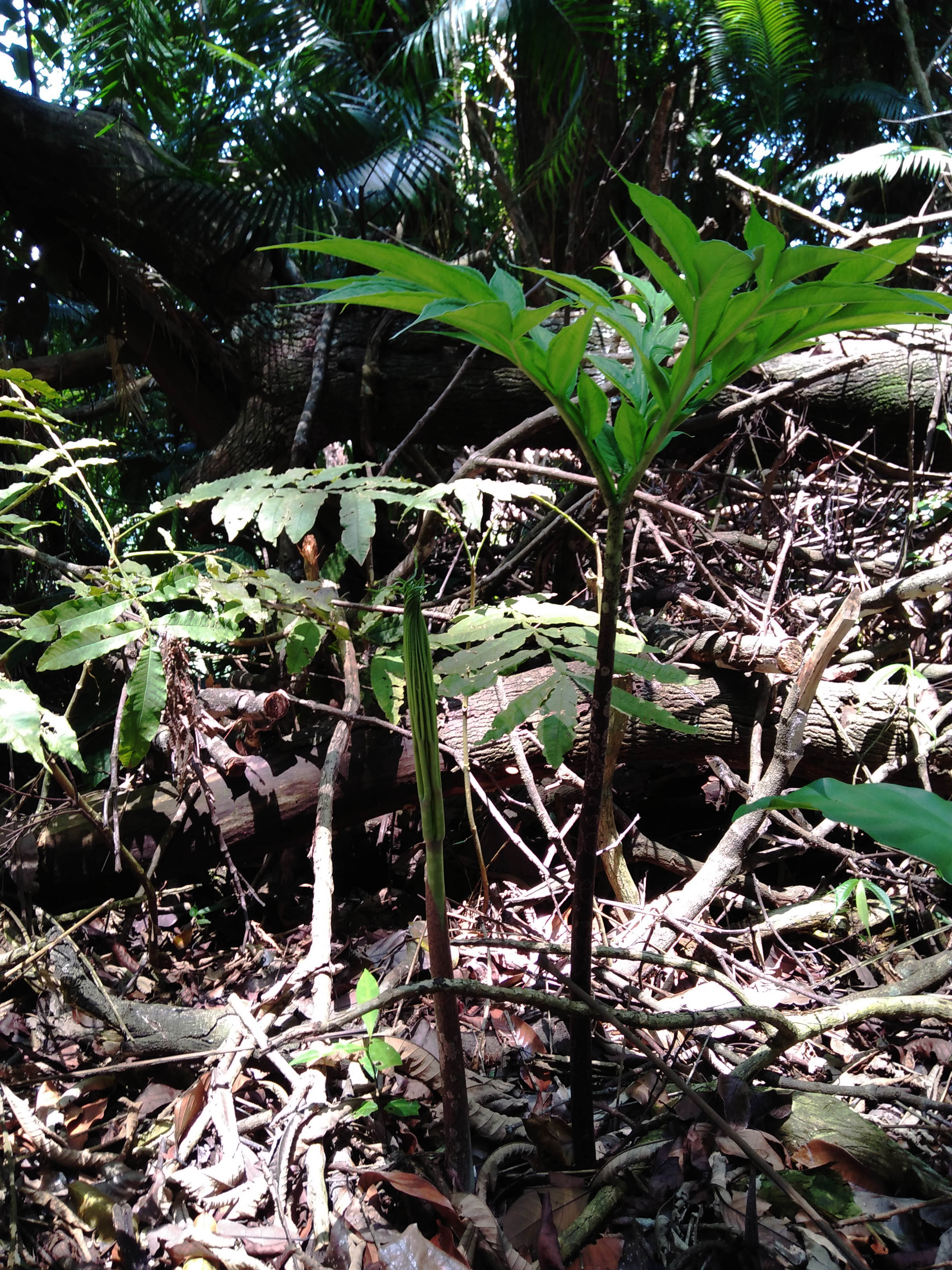
Folha de A. titanum na natureza, na Indonésia
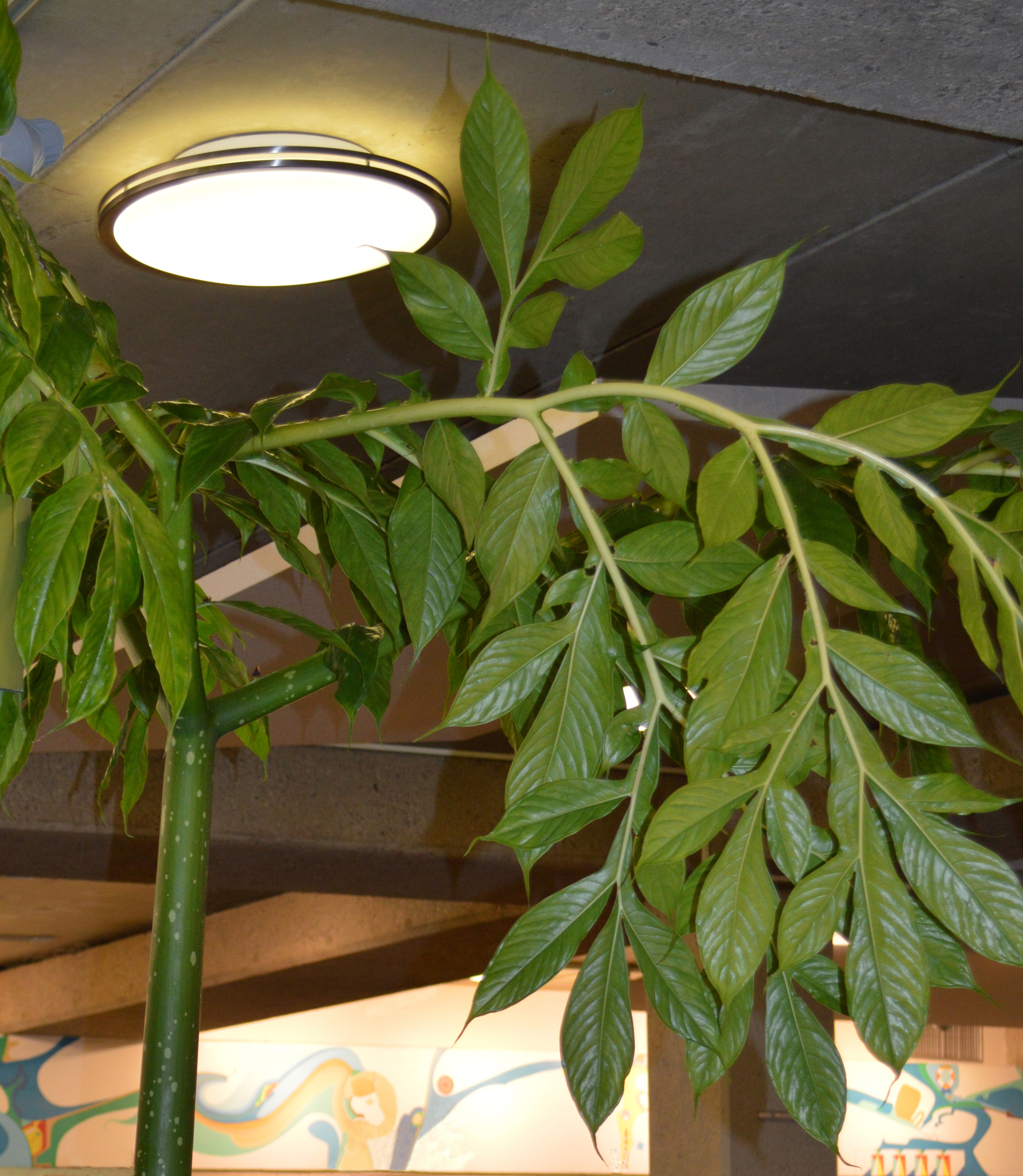
Folha de A. titanum (Muttart Conservatory, Edmonton, Canadá)
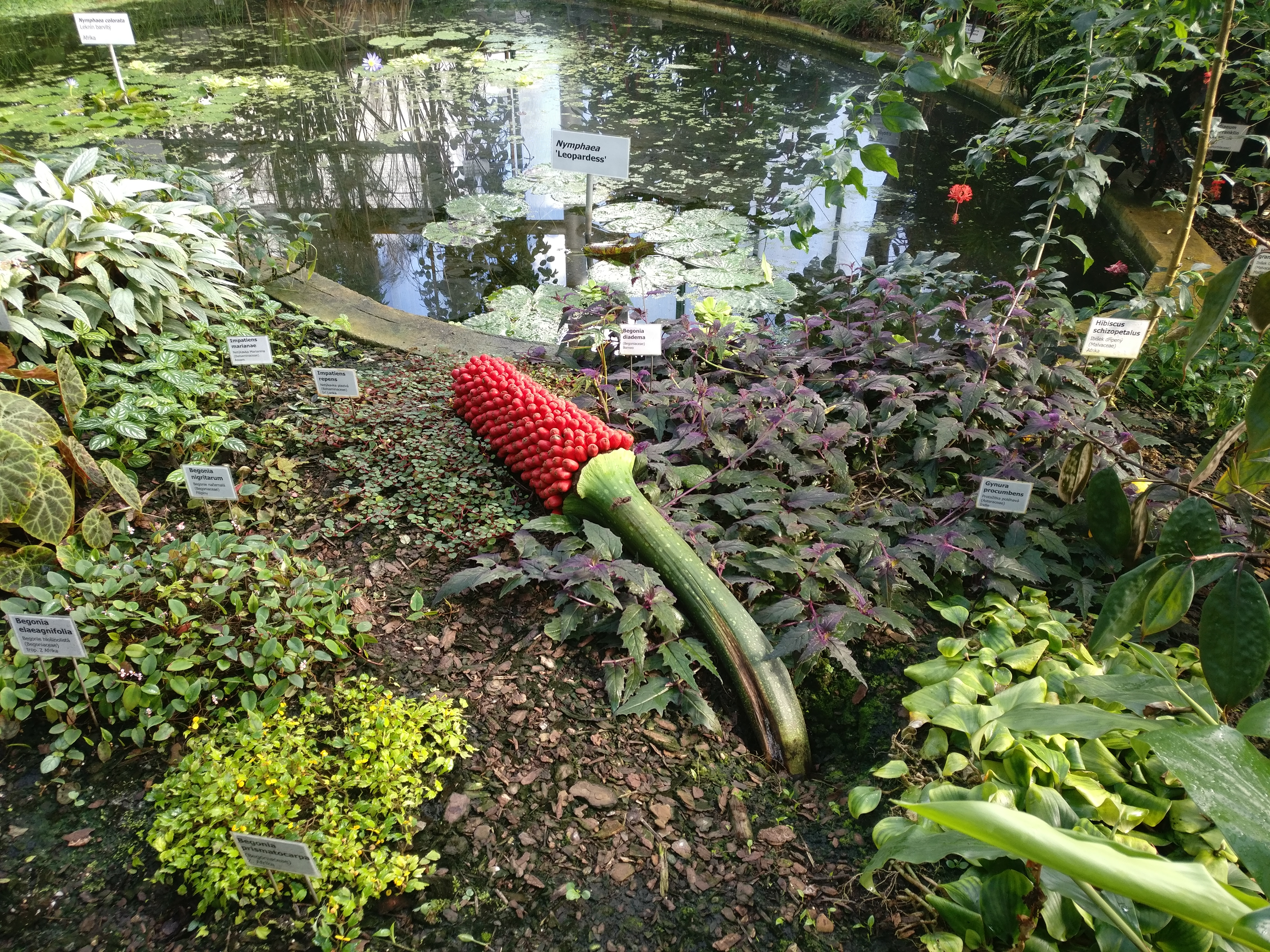
A. titanum com fruto (Liberec, República Checa)
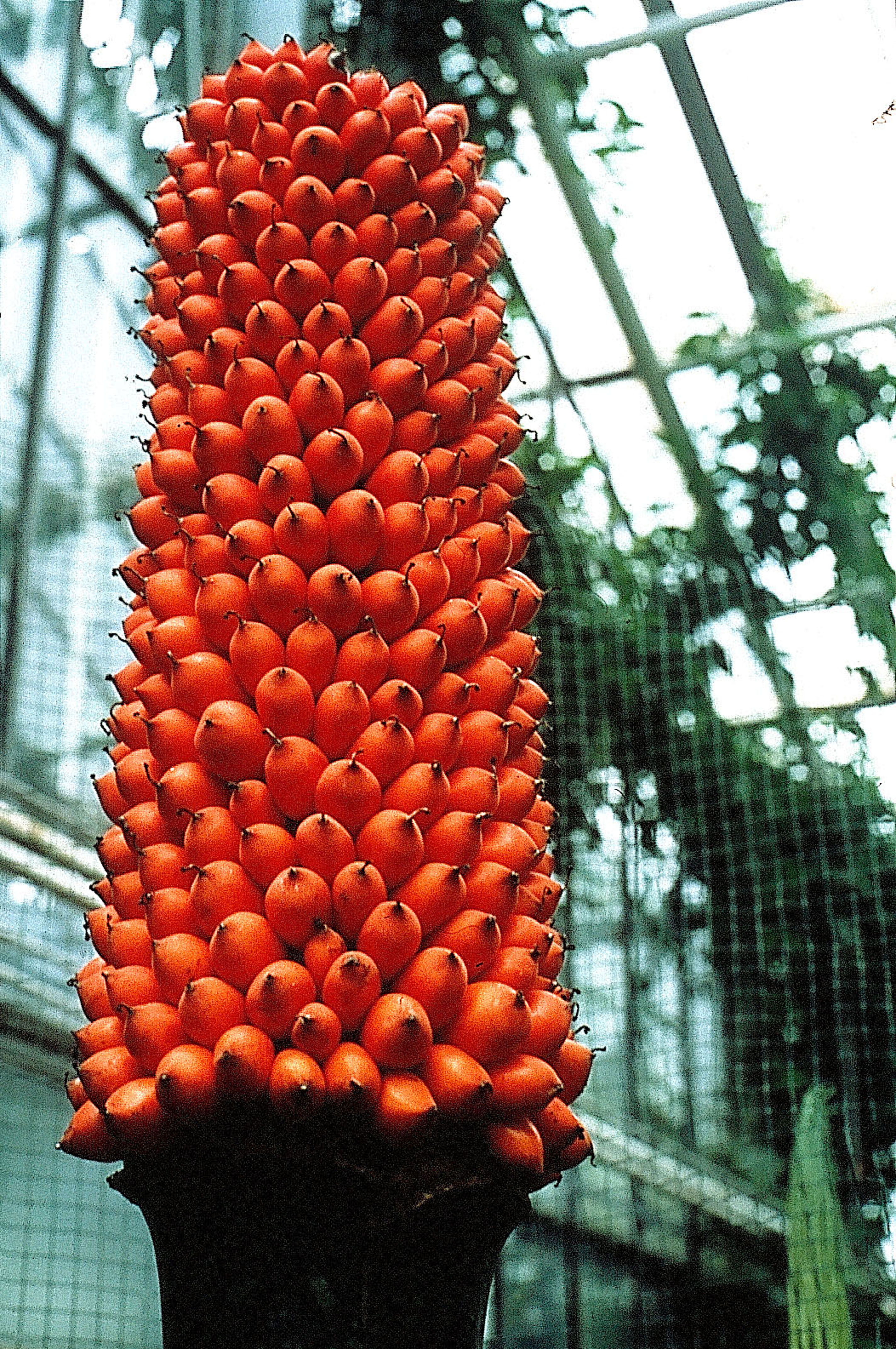
Infrutescência no Jardim Botânico da Universidade de Bonn (Setembro de 2009)
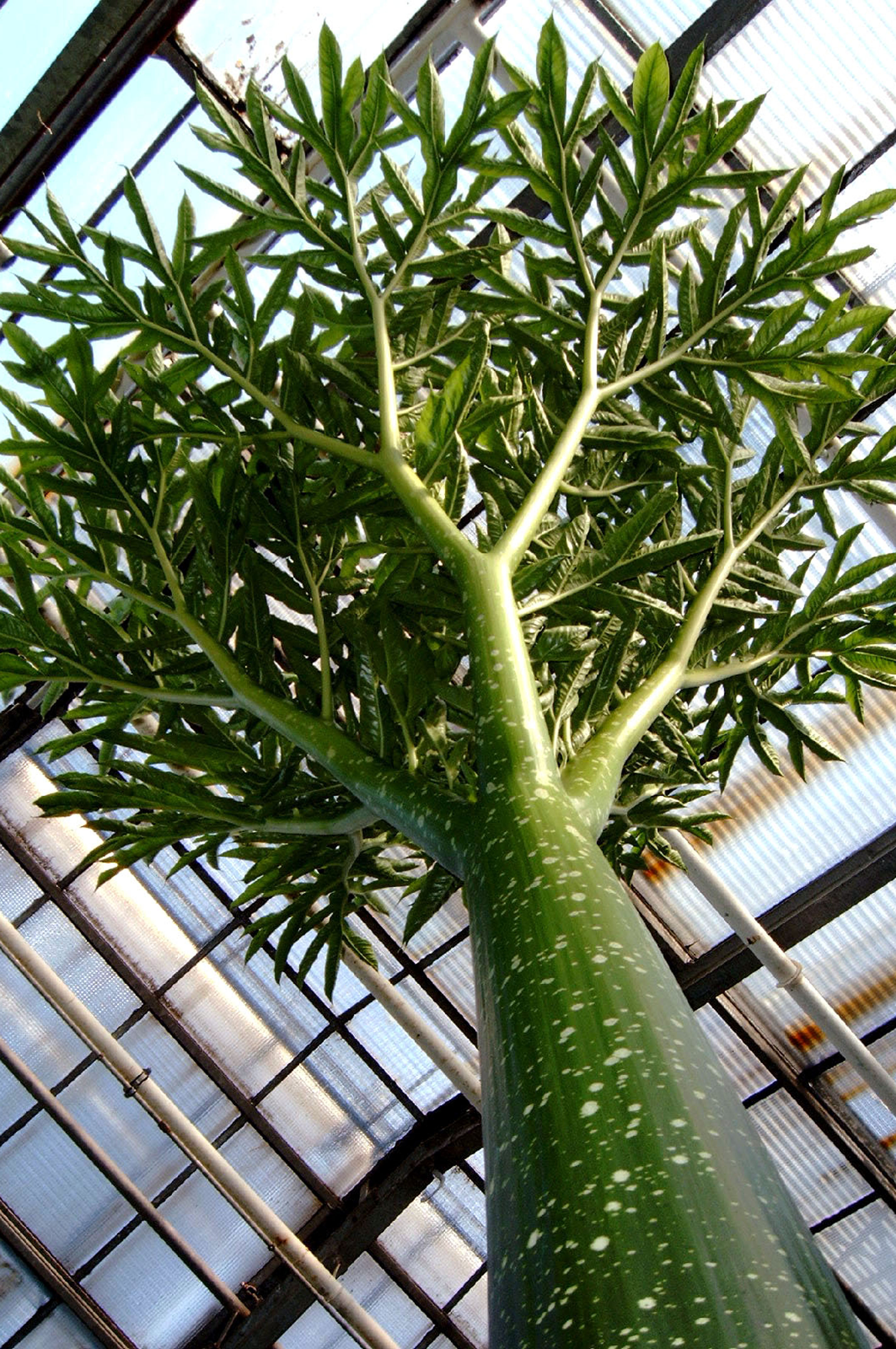
Folha no Jardim Botânico da Universidade de Bonn (Setembro de 2009)
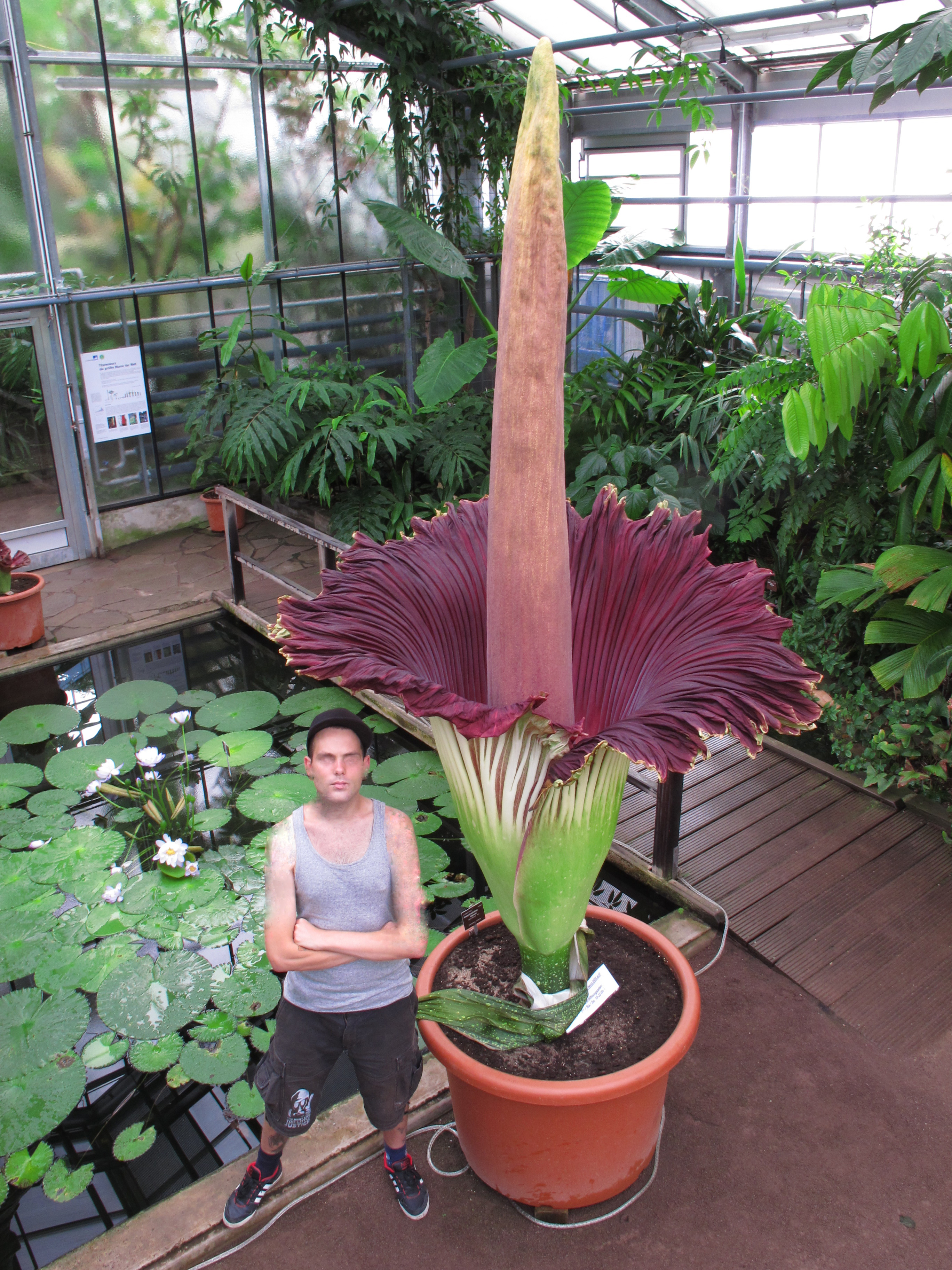
Flor com 320 cm de altura (Botanical Gardens University of Bonn, 21 de junho de 2013)